# Pretty Ricky
I Pretty Ricky sono una boy band statunitense R&B, proveniente da Miami, Florida. Il gruppo è composto da quattro fratelli: Corey "Slick'em" Mathis (1985), Diamond Blue "Baby Blue" Smith (1984), "Spectacular" Blue Smith (1986) e Marcus "Pleasure" Cooper, (1984).
Pur se attivi da diversi anni, il loro primo album Bluestar è stato pubblicato il 17 maggio 2005, contenente il singolo Grind with Me, che aveva fatto conoscere i Pretty Ricky al pubblico. Ad esso seguiranno Your Body e Nothing But A Number. Bluestar alla fine risulterà aver venduto oltre 800 000 copie
Nel 2007 è stato messo in commercio il loro secondo album Late Night Special, anticipato dal singolo On The Hotline, che ha debuttato alla prima posizione della classifica degli album più venduti negli Stati Uniti.

## Premi e nomination
- 2005 American Music Award, nomination per Favorite R&B/Hip-Hop Group
- 2005 World Music Awards, nomination per World's Best Selling R&B Group e World's Best Selling R&B New Artist
- 2005 Billboard Music Award, nomination per Top Hot Rhythmic Artist of the Year

## Discografia

### Album
- Bluestars (2005)
- Late Night Special (2007)
- Eighties Babies  (2008)
- Pretty Ricky (2009)
- Bluestars 2 (2014)

### Singoli
| Anno | Titolo                             | Posizione in classifica | Posizione in classifica | Posizione in classifica | Posizione in classifica | Posizione in classifica | Posizione in classifica | Album              |
| Anno | Titolo                             | U.S.                    | U.S. R&B                | U.S. Pop                | U.S. Rap                | Rhythmic Top 40         | UK                      | Album              |
| ---- | ---------------------------------- | ----------------------- | ----------------------- | ----------------------- | ----------------------- | ----------------------- | ----------------------- | ------------------ |
| 2005 | Grind with Me                      | 2                       | 2                       | 1                       | 2                       | —                       | —                       | Bluestars          |
| 2005 | Your Body                          | 2                       | 4                       | 2                       | 2                       | 5                       | —                       | Bluestars          |
| 2006 | Nothing but a Number               | —                       | 70                      | —                       | —                       | —                       | —                       | Bluestars          |
| 2006 | On the Hotline                     | 1                       | 2                       | 24                      | —                       | 2                       | 1                       | Late Night Special |
| 2007 | Push It Baby (featuring Sean Paul) | 102                     | 51                      | —                       | 18                      | 20                      | —                       | Late Night Special |
| 2007 | Love like Honey                    | —                       | 101                     | —                       | —                       | —                       | —                       | Late Night Special |
| 2008 | Cuddle Up (featuring Butta Créame) | —                       | 21                      | —                       | —                       | —                       | —                       | Eighties Babies    |
| 2008 | Knockin' Boots '08                 | —                       | 29                      | —                       | —                       | —                       | —                       | Eighties Babies    |